# Dynamické adaptivní streamování přes HTTP
Dynamické adaptivní streamování pomocí protokolu HTTP (DASH), někdy se označuje také jako MPEG-DASH, je standard pro streamování videí s proměnlivým datovým tokem, který umožňuje streamovat video obsah na internetu ve vysoké kvalitě. MPEG-DASH je první adaptivní streamovací řešení založené na HTTP, které je mezinárodním standardem.

## Přehled
MPEG-DASH je technologie pro streamování. Design DASH byl navržen tak, aby mohl zajistit uživatelské pohodlí v podobě rychlého startu, co nejmenšího čekání a hladkého přepínání mezi kvalitami. MPEG-DASH přenáší streamované video za pomoci aplikačního protokolu HTTP. Protokol HTTP pracuje v kombinaci s protokolem transportní vrstvy Transmission Control Protocol (TCP). MPEG DASH byl standardizován na začátku roku 2012, ale v roce 2019 byl revidován jako MPEG-DASH ISO / IEC 23009-1: 2019.

## Proces streamování
Proces MPEG-DASH streamování lze rozdělit do několika důležitých fází:
1. Kódování a rozdělení do segmentů: multimediální soubor se rozdělí na více segmentů. Tyto segmenty jsou typicky 2 až 4 sekundy dlouhé. Poté jsou segmenty kódovány do formátu, který vyžaduje zařízení.[4] MPEG-DASH umožňuje použití jakéhokoliv standardu kódování.
2. Doručování: kódovaná data jsou doručena klientovi pomoci protokolu HTTP.
3. Přehrání videa: teprve teď se začíná dekódování dat, segmenty se poskládají do jednoho souvislého souboru a video začne přehrávat. Přehrávač videí automaticky přepíná mezi nižší a vyšší kvalitou obrazu s cílem přizpůsobit ji síťovým podmínkám.[5]

## Výhody MPEG-DASH
Mezi největší výhody streamování pomoci MPEG-DASH patří:
- Technologie adaptivního streamování je postavena na protokolu HTTP, který se používá k doručování v podstatě veškerého obsahu WWW.[2]
- MPEG-DASH je podporován většinou zařízení, operačních systémů a  prohlížečů.
- Aktuální referenční klient MPEG-DASH dash.js nabízí jak algoritmy přizpůsobení bitové rychlosti založené na vyrovnávací paměti (BOLA[6]), tak hybridní (DYNAMIC[7]), díky čemuž se klient MPEG-DASH může bezproblémově přizpůsobit měnícím se podmínkám v síti a poskytovat vysoce kvalitní přehrávání.